# Langa de Duero
Langa de Duero é um município da Espanha na província de Sória, comunidade autónoma de Castela e Leão, de área 189,91 km² com população de 864 habitantes (2006) e densidade populacional de 4,58 hab/km².

## Demografia
| Variação demográfica do município entre 1991 e 2004 | Variação demográfica do município entre 1991 e 2004 | Variação demográfica do município entre 1991 e 2004 | Variação demográfica do município entre 1991 e 2004 |
| --------------------------------------------------- | --------------------------------------------------- | --------------------------------------------------- | --------------------------------------------------- |
| 1991                                                | 1996                                                | 2001                                                | 2004                                                |
| 1055                                                | 988                                                 | 856                                                 | 867                                                 |